# Góry Wunaamin Miliwundi
Góry Wunaamin Miliwundi (ang. Wunaamin Miliwundi Ranges, w latach 1879–2020 Góry Króla Leopolda, ang. King Leopold Ranges) – najwyższe pasmo górskie na Wyżynie Kimberley (Australia), leżące w jej zachodniej części. Najwyższy szczyt Mount Ord, 937 m n.p.m.